# ジョン・ライネッカー
ジョン・フィリップ・ライネッカー（John Philip Rheinecker, 1979年5月29日 - 2017年7月18日）は、アメリカ合衆国イリノイ州セントクレア郡ベルビル出身の元プロ野球選手（投手）。左投左打。

## 経歴
1998年のMLBドラフト30巡目（全体905位）でシアトル・マリナーズから指名されたが、この時は入団しなかった。
2001年のMLBドラフト1巡目追補（全体37位）でオークランド・アスレチックスから指名され、プロ入り。
2006年3月31日にテキサス・レンジャーズとシカゴ・カブスを含んだ三角トレードで、レンジャーズへ移籍した。開幕は傘下のAAA級オクラホマ・レッドホークスで迎え、4月22日のタンパベイ・デビルレイズ戦にて先発でメジャーデビュー。この年は先発とリリーフを両方こなすスウィングマンとして起用され、21試合（先発13試合）に登板して4勝6敗、防御率5.86、28奪三振を記録した。
2007年は23試合（先発7試合）に登板して4勝3敗、防御率5.36、40奪三振を記録した。
2008年は胸郭出口症候群により、マイナーでリハビリ登板での2試合のみに終わった。5月には肩の手術を行なっている。オフにはFAとなり、以後どの球団にも所属しなかったため、この年が現役最後のシーズンとなった。
2017年7月18日、ミズーリ州セントルイスの自宅で亡くなったと報じられた。後に死因はアルコールとヘロインの摂取であると分かった。

## 詳細情報

### 年度別投手成績
| 年 度    | 球 団    | 登 板 | 先 発 | 完 投 | 完 封 | 無 四 球 | 勝 利 | 敗 戦 | セ 丨 ブ | ホ 丨 ル ド | 勝 率 | 打 者 | 投 球 回 | 被 安 打 | 被 本 塁 打 | 与 四 球 | 敬 遠 | 与 死 球 | 奪 三 振 | 暴 投 | ボ 丨 ク | 失 点 | 自 責 点 | 防 御 率 | W H I P |
| -------- | -------- | ----- | ----- | ----- | ----- | -------- | ----- | ----- | -------- | ----------- | ----- | ----- | -------- | -------- | ----------- | -------- | ----- | -------- | -------- | ----- | -------- | ----- | -------- | -------- | ------- |
| 2006     | TEX      | 21    | 13    | 0     | 0     | 0        | 4     | 6     | 0        | 1           | .400  | 322   | 70.2     | 104      | 6           | 19       | 0     | 3        | 28       | 0     | 0        | 46    | 46       | 5.86     | 1.74    |
| 2007     | TEX      | 23    | 7     | 0     | 0     | 0        | 4     | 3     | 0        | 2           | .571  | 239   | 50.1     | 61       | 9           | 28       | 2     | 2        | 40       | 3     | 0        | 38    | 30       | 5.23     | 1.77    |
| MLB：2年 | MLB：2年 | 44    | 20    | 0     | 0     | 0        | 8     | 9     | 0        | 3           | .471  | 561   | 121.0    | 165      | 15          | 47       | 2     | 5        | 68       | 3     | 0        | 84    | 76       | 5.65     | 1.75    |

### 背番号
- 48（2006年 - 2007年）